# Ocean City (Florida)
Ocean City es un lugar designado por el censo ubicado en el condado de Okaloosa en el estado estadounidense de Florida. En el Censo de 2010 tenía una población de 5.550 habitantes y una densidad poblacional de 1.039,72 personas por km².

## Geografía
Ocean City se encuentra ubicado en las coordenadas 30°26′24″N 86°36′26″O / 30.44000, -86.60722. Según la Oficina del Censo de los Estados Unidos, Ocean City tiene una superficie total de 5.34 km², de la cual 4.06 km² corresponden a tierra firme y (24.02%) 1.28 km² es agua.

## Demografía
Según el censo de 2010, había 5.550 personas residiendo en Ocean City. La densidad de población era de 1.039,72 hab./km². De los 5.550 habitantes, Ocean City estaba compuesto por el 77.44% blancos, el 9.05% eran afroamericanos, el 0.92% eran amerindios, el 3.86% eran asiáticos, el 0.2% eran isleños del Pacífico, el 3.82% eran de otras razas y el 4.72% pertenecían a dos o más razas. Del total de la población el 10.11% eran hispanos o latinos de cualquier raza.